# Мехмед Талаат-паша
Мехме́д Талаат-паша́ (осман. طلعت پاشا‎, тур. Mehmed Talat Paşa, болг. Мехмед Талат паша; 1 сентября 1874, Кырджали, Османская империя — 15 марта 1921, Берлин) — османский государственный и политический деятель помацкого происхождения, министр внутренних дел Османской империи (1913—1917), Великий визирь Османской империи (1917—1918), один из главных организаторов массовой депортации и геноцида армян, военный преступник. Являлся одним из лидеров младотурецкой партии «Единение и прогресс».

## Биография
Мехмед Талаат-паша родился в 1874 году в городе Кырджали, вилайета Эдирне (ныне Кырджалийская область Болгарии), в семье следователя. По происхождению — помак. За смуглую внешность политические оппоненты иногда называли Талаата цыганом. Окончил высшую школу в Эдирне. Свою деятельность начал служащим телеграфной конторы, где, будучи участником борьбы против абдулгамидовской тирании, примкнул к младотурецкому движению. В 1893 году был арестован за большую политическую активность. Был освобожден через два года и выслан в Салоники, где возглавил местное отделение младотурецкой партии и вступил в масонскую ложу «Македония Ризорта», основанную депутатом меджлиса Эмануэлем Карасо. В 1898—1908 годах работал почтальоном в Салониках, став впоследствии главой местной почтовой службы. 
Великий визирь Талаат-паша до революции был маленьким телеграфным чиновником и входил в революционный комитет. В качестве чиновника он перехватил правительственную телеграмму, доказывавшую ему, что революционные стремления открыты и игра проиграна, если тотчас же не выступить. Он задержал телеграмму, предупредил революционный комитет и убедил его тотчас же выступить. Это удалось...
 — писал австрийский дипломат Оттокар Чернин.
После младотурецкого переворота 1908 года был избран депутатом меджлиса.
В 1909—1912 годах Талаат был министром внутренних дел. В 1910 году Талаат провёл через Меджлис отмену «Закона о содружествах» и запретил формирование содружеств по национальному признаку. По всей империи были закрыты все национальные клубы, а в Битольском вилайете местный сатрап Шевкет Тургут-паша провёл зверскую Разоружительную акцию (Обезоръжителната акция). Мирное население подвергалось издевательствам, часть руководителей Союза Болгарских конституционных клубов была заточена в тюрьмах Малой Азии, а иные бывшие революционеры ВМОРО убиты.
В 1911 году Талаат становится членом партии «Единение и прогресс» («Иттихад-ве-Теракки»). В дальнейшем занимал пост министра почты и телеграфа (1912), во время Балканских войн (1912—1913) служил в армии.

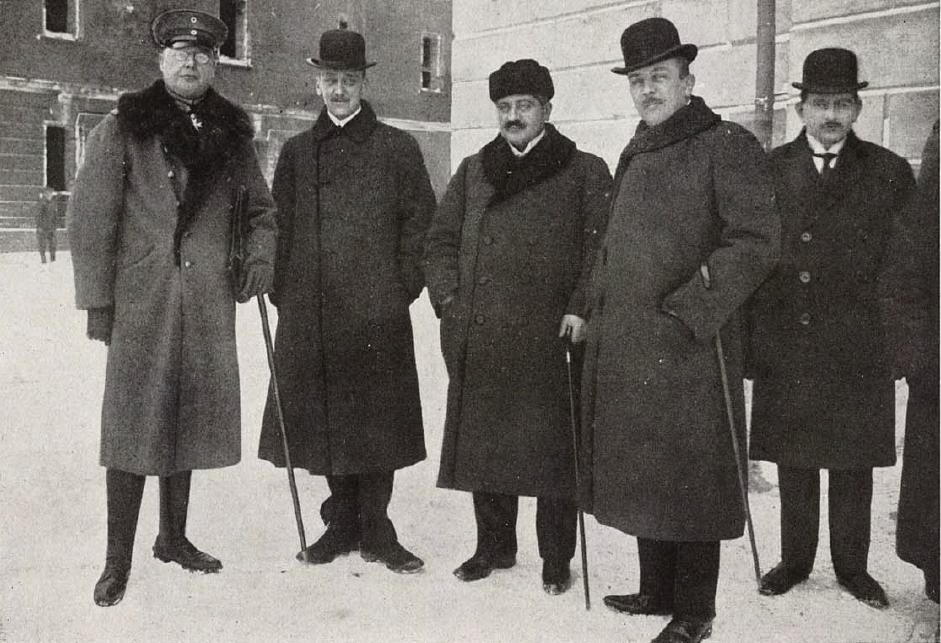
Делегаты Центральных держав в Брест-Литовске. Слева направо: германский генерал Макс Гофман, министр иностранных дел Австро-Венгрии граф Оттокар Чернин, Талаат-паша и представитель германского МИД Рихард фон Кюльман

Талаат был одним из главных организаторов государственного переворота 23 января 1913 года, когда Энвер-паша лично застрелил военного министра Назым-пашу, чтобы через год занять его место. А Талаат-паша вторично занял пост министра внутренних дел, теперь одновременно являясь председателем ЦК партии младотурок. Талаат-паша претворял в жизнь политическую доктрину османизма — насильственной туркизации нетурецких народов империи, был ярым сторонником панисламизма и — в ещё большей мере — пантюркизма. Имея далеко идущие замыслы по Кавказу, Крыму и Туркестану, Талаат участвовал в разработке военно-политического проекта «Туран Йолу» (Дорога в Туран). 
Талаат-паша приятно и лукаво заметил однажды, что пантюркизм может привести нас к Жёлтому морю!
 — писала в своих мемуарах младотурецкая дама Халиде Эдиб.

19 августа 1914 года, во время первого месяца Первой мировой войны, подписал в Софии от имени правительства Османской империи соглашение о военном альянсе с Болгарией. В 1914 году Талаат-паша вошёл в состав младотурецкого «триумвирата» (вместе с Энвер-пашой и Джемаль-пашой), вскоре осуществившего депортацию и геноцид армянского населения. По свидетельству немецкого чиновника, которого Первая мировая война застала в анатолийской области Муш, 
Ещё в конце октября 1914 года, когда для турок началась война, турецкие чиновники начали отбирать у армян всё, в чём турки нуждались для ведения войны. Их имущество, их деньги — всё было конфисковано. Позднее каждый турок мог войти в армянский магазин и взять то, в чём он нуждался или что хотел бы иметь.
 Установка на геноцид была дана в шифрованной телеграмме Энвер-паши от 27 февраля 1915 г., конкретные же меры по «окончательной ликвидации» армян были прописаны в секретной директиве Талаат-паши и Энвер-паши от 15 апреля 1915 г. Геноцид армянского населения начался в анатолийском городе Зейтун 24 апреля 1915 г.
В своих мемуарах (опубликованных в 1946 году) Талаат-паша признавал факт насильственной депортации и уничтожения армян, но мотивировал это исключительно защитой «национальных интересов» турок и стремлением помешать «созданию Армянского государства в приграничных с Россией вилайетах». 
7 октября 1918 года Талаат признал крах политики младотурок и отказался от власти, затем бежал в Германию, где жил под именем «Али-Сали-бей». 
Чрезвычайный военный Османский трибунал, состоявшийся в 1919 г. в Константинополе, заочно приговорил Талаата к смертной казни за военные преступления и за «уничтожение армянского населения империи».
Армянский мститель Согомон Тейлирян, потерявший в 1915 году всю семью в геноциде армян (инициированном Талаатом), по заданию партии «Дашнакцутюн», проводившей операцию мести организаторам геноцида под названием "Немезис", отправился в Европу, в столицу Германии Берлин и обнаружил там дом, где скрывался Мехмет Талаат-паша. 
Утром 15 марта 1921 года у этого дома № 4 по улице  Гарденберг-штрассе в берлинском районе Шарлоттенбург,  Тейлирян опознал и на глазах множества свидетелей застрелил из пистолета Парабеллум Люгер Р08 бывшего великого визиря Талаат-пашу.

Берлинский суд оправдал Тейлиряна как лицо, действовавшее в состоянии аффекта. На этом процессе немецкий адвокат Тейлиряна, в частности, сказал: 
Талаат-паша, Энвер-паша, Джемаль-паша и Назым-бей, именовавшие себя «защитниками ислама», в действительности были атеистами!
В 1943 году прах Талаата-паши был перевезен из Берлина в Стамбул и захоронен на мемориальном кладбище Монумент Свободы (Стамбул), куда в 1996 году были перезахоронены останки и Энвера-Паши. 

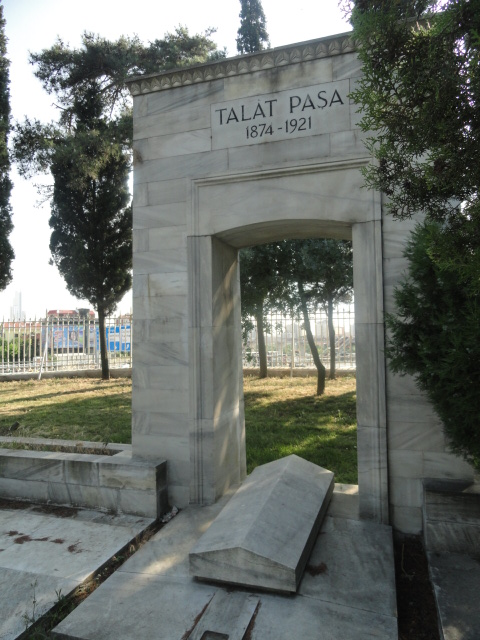
Могила Мехмеда Талаат-паши